# Geografia Izraela

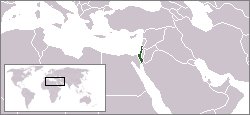
Położenie Izraela

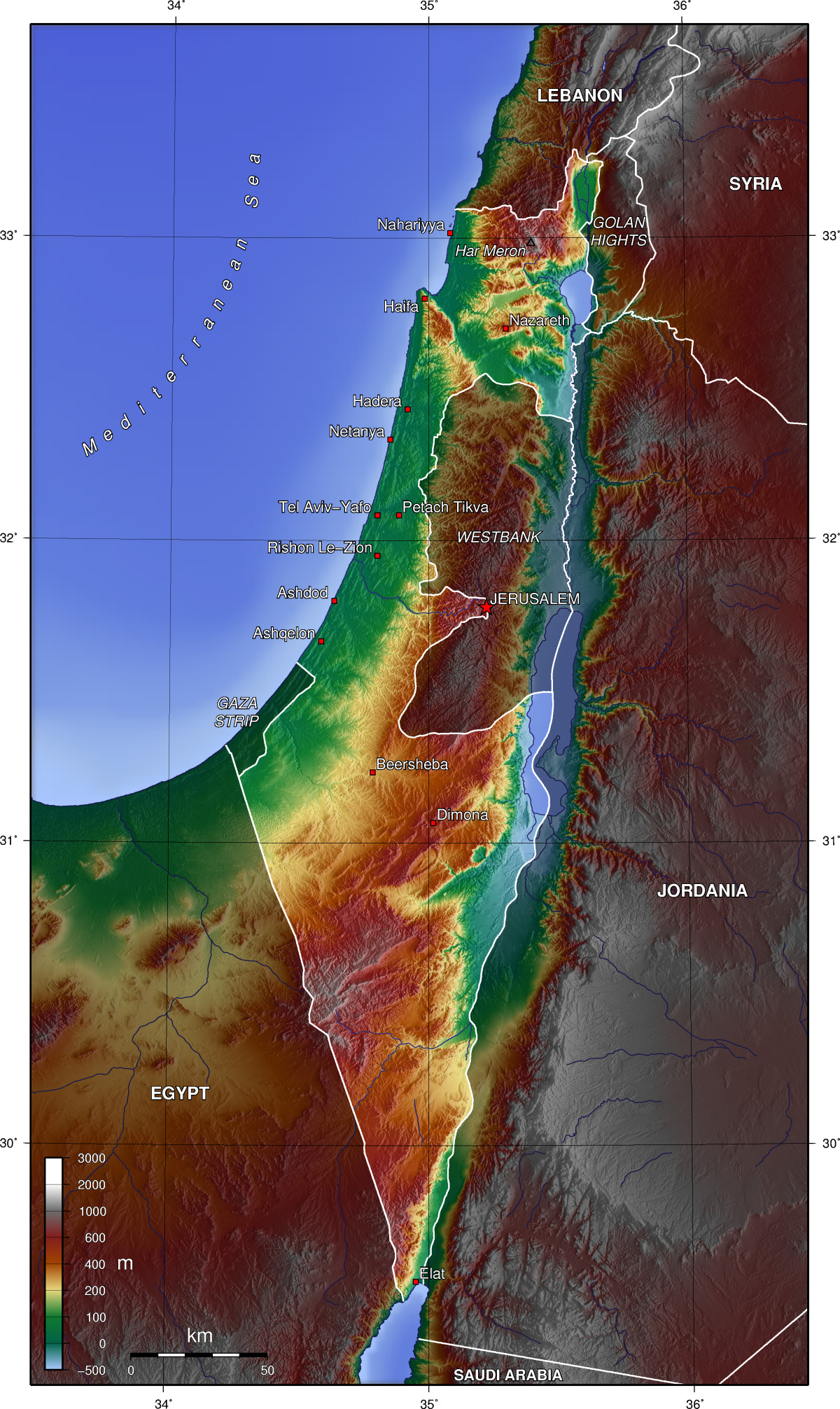
Izrael

Izrael leży na Bliskim Wschodzie, nad Morzem Śródziemnym, pomiędzy Libanem na północy a Egiptem na południu.

## Geografia fizyczna

### Powierzchnia
- 20 770 km² – w tym 20 330 km lądu i 440 km wód. Ze Wzgórzami Golan i Autonomią Palestyńską – 27 817 km² (Wzgórza Golan zostały wcielone do Izraela, jednak nie zostało to uznane przez ONZ[1], natomiast tereny Autonomii Palestyńskiej nie są traktowane jako część państwa).

### Sąsiedzi i długość granic
całkowita długość granic: 1 017 km
w tym:
- Egipt – 266 km
- Jordania – 238 km
- Liban – 79 km
- Syria – 76 km
- Autonomia Palestyńska, Strefa Gazy – 51 km
- Autonomia Palestyńska, Zachodni Brzeg – 307 km
- Morze Śródziemne – 180 km
- Morze Martwe – 70 km
- Morze Czerwone nad Zatoką Akaba – 7 km

### Ukształtowanie powierzchni

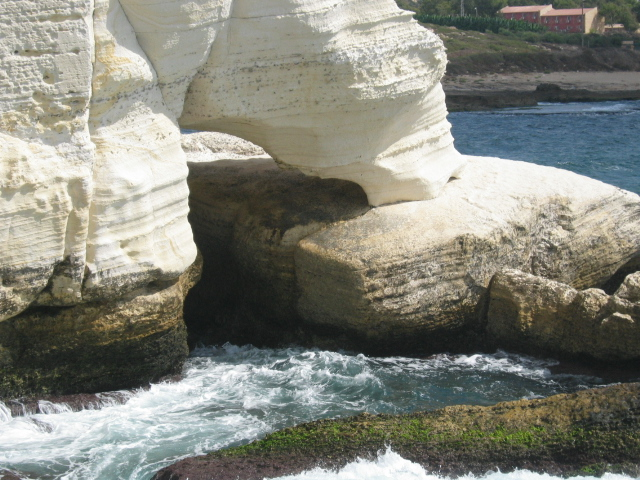
Rosz ha-Nikra na północy Izraela

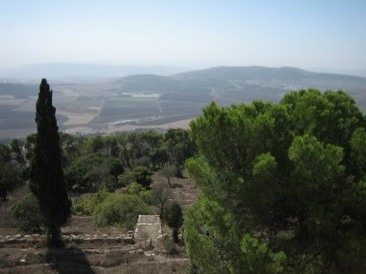
Dolina Jezreel

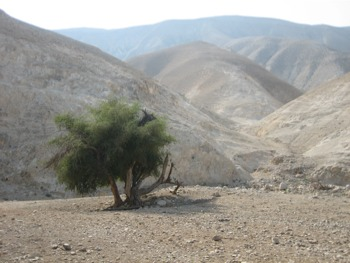
Pustynia Judzka

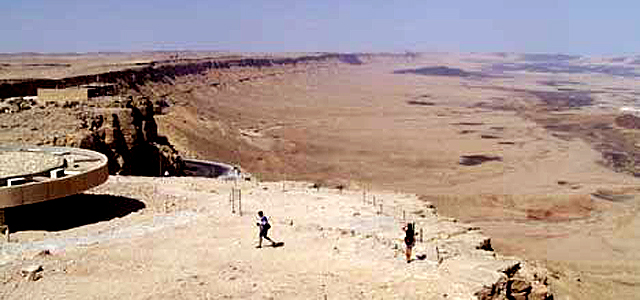
Krater Ramon na Negewie

Izrael jest państwem wyżynno-górzystym, w którym można wyodrębnić cztery regiony: pas wybrzeża, centralny pas wzgórz, Dolinę Jordanu i pustynię Negew.
Wąski pas wybrzeża Morza Śródziemnego ciągnie się od granicy z Libanem na północy do Strefy Gazy na południu. W północnej części wybrzeże jest urozmaicone Zatoką Hajfy, położoną u podnóża Góry Karmel. Na południe ciągnie się pas nizin Równiny Szaron. Obszar wybrzeża charakteryzuje się dużą wilgotnością i słynie z upraw rolniczych (w tym cytrusów i winorośli). Przepływają tędy jedynie dwie rzeki: Jarkon i Kiszon.
Na wschód od wybrzeża rozciąga się centralny wyżynno-górzysty rejon kraju. Na północy tego regionu znajdują się góry i wzgórza Dolnej i Górnej Galilei. Najsłynniejszymi szczytami Galilei są: Meron (1 208 m n.p.m.) i Tabor (575 m n.p.m.). Tutejsze doliny ciągną się z zachodu na wschód; największa to: Dolina Jezreel. Na wschód od Galilei znajdują się wzgórza Golan. W kierunku południowym od Galilei ciągną się wzgórza Samarii z licznymi wąskimi dolinami. Wysokość wzgórz dochodzi do 800 m n.p.m. Samaria przechodzi na południu w Judeę, na której północnym krańcu znajduje się miasto Jerozolima.
Na południu pustynia Negew zajmuje około 50% powierzchni kraju (12 000 km²).

### Klimat
Klimat śródziemnomorski charakteryzuje się ciepłymi i suchymi latami oraz łagodnymi zimami. Jednakże klimat Izraela jest pod mocnym wpływem suchego i gorącego klimatu pustyni Półwyspu Arabskiego oraz Sahary. Południowa część Izraela leży w strefie klimatu zwrotnikowego suchego, który charakteryzuje się skąpymi opadami i wysokimi temperaturami i ich amplitudami.
Średnie temperatury w styczniu 14–16 °C, w sierpniu 28–33 °C. Zimą na wyżynach średnie wartości dobowe obniżają się do 10 °C. Mogą występować przymrozki. Średnie roczne sumy opadów od 600–800 mm na północy do poniżej 50 mm na południu. Temperatury powietrza zmieniają się w zależności od wysokości nad poziomem morza. Także odległość od morza ma na nie wpływ. Toteż wybrzeże izraelskie cechują dość łagodne wahania temperatur bez upałów powyżej 35 °C.
Cechą charakterystyczną klimatu Izraela jest suchość na południu kraju oraz silny i suchy wiatr chamsin wiejący ze wschodu wiosną i jesienią. Do innych zjawisk należą zimowe ulewne deszcze, powodujące czasami lokalne powodzie, a także sporadyczne opady śniegu, które zdarzają się m.in. w Jerozolimie.

## Wody
Z powodu nierównomiernych opadów i występujących w porze letniej okresowych susz, zasobność wodna Izraela jest niewielka. Zasoby wód powierzchniowych są niewielkie. Wody podziemne w Izraelu występują w dwóch basenach. Jeden zbiornik podziemnych wód leży wzdłuż wybrzeża Morza Śródziemnego, a drugi na terenach górzysto-wyżynnych.
Na wschód od centralnego masywu znajduje się rów tektoniczny Doliny Jordanu, którym płynie największa izraelska rzeka – Jordan (długość 322 km). Źródła rzeki Jordan znajdują się na północy, na zboczach najwyższego szczytu Izraela, góry Hermon (2814 m n.p.m.). Następnie rzeka przepływa przez Dolinę Hula i wpada do Jeziora Tyberiadzkiego. Kierując się dalej na południe, rzeka Jordan płynie rowem tektonicznym i kończy swój bieg w Morzu Martwym. Lustro wody znajduje się na najniżej położonym obszarze lądowym Ziemi – 438,5 m p.p.m. (stan na grudzień 2023 r.) i ciągle się obniża. Na południe od Morza Martwego znajduje się Ha-Arawa i Zatoka Akaba.

## Gleby
Warstwa glebowa jest uboga i słabo wykształcona. Występują skaliste lentosole i piaszczyste arenosole. Na południu kraju głównymi glebami są brunatne kambisole, zaś północne obszary Izraela pokryte są kalcisolami, które zawierają dużą ilość nie scementowanych węglanów. Na południu Izraela oprócz kambisoli, miejscami występują sołonczaki.

## Flora
Roślinność Izraela została zmieniona wskutek działalności gospodarczej człowieka. Jednak od wielu lat prowadzona jest działalność na rzecz zachowania naturalnego środowiska i odrodzenia rozmaitych gatunków roślin.
W Izraelu przeważa roślinność stepowa, półpustynna i pustynna, śródziemnomorska na wybrzeżu północnym. Jak dotąd zidentyfikowano około 2600 gatunków roślin. Na północy kraju przeważają przede wszystkim lasy dębowe. Na wiosnę dominuje posłonek pospolity i ciernisty żarnowiec. Z innych roślin występujących w Galilei możemy wymienić wiciokrzewy i platany. Na wyżynach Negewu występują pistacje atlantyckie oraz palmy daktylowe. Na polach Izraela rośnie wiele kwiatów: irys, lilia biała, tulipan, hiacynt i inne.

## Fauna
Świat zwierząt jest typowy dla Regionu Śródziemnomorskiego. W lasach występują ssaki takie jak: daniel, dzik, żbik i borsuk. Tereny pustynne i górzyste są zamieszkiwane przez gazelę arabską, koziorożca nubijskiego i szakala złocistego. W Izraelu licznie występują też gryzonie. Jeśli zaś chodzi o ptaki, to do pospolitych gatunków należą kuraki i drapieżne jak np. sępy. Wiele występuje też gatunków ptaków, które pojawiają się w Izraelu sezonowo, podczas wiosennych i jesiennych wędrówek, z Europy do Afryki. Suche tereny ziemi izraelskiej są dobrym środowiskiem do rozwoju dla gadów, zwłaszcza węży jak np. żmija lewantyńska. Wśród licznych też jaszczurek obszary pustynne zamieszkuje agama i krągłówek.
Izraelski Urząd Przyrody i Parków (ang. Israel Nature and Parks Authority – INPA) prowadzi działalność na rzecz ochrony krajobrazu i przyrody Izraela. Utworzono ponad 150 rezerwatów przyrody i 65 parków narodowych. Część rezerwatów przystosowano do potrzeb turystyki, wyznaczając szlaki i drogi oraz budując centra obsługi ruchu turystycznego.

## Geografia społeczno-ekonomiczna

### Tereny mieszkalne
W 2007 w Izraelu istniały trzy strefy zdefiniowane jako metropolie:
- Tel Awiw (populacja aglomeracji 3,1 mln)
- Hajfa (populacja aglomeracji 1,1 mln)
- Jerozolima (populacja 732 tys.)